# Хлоце

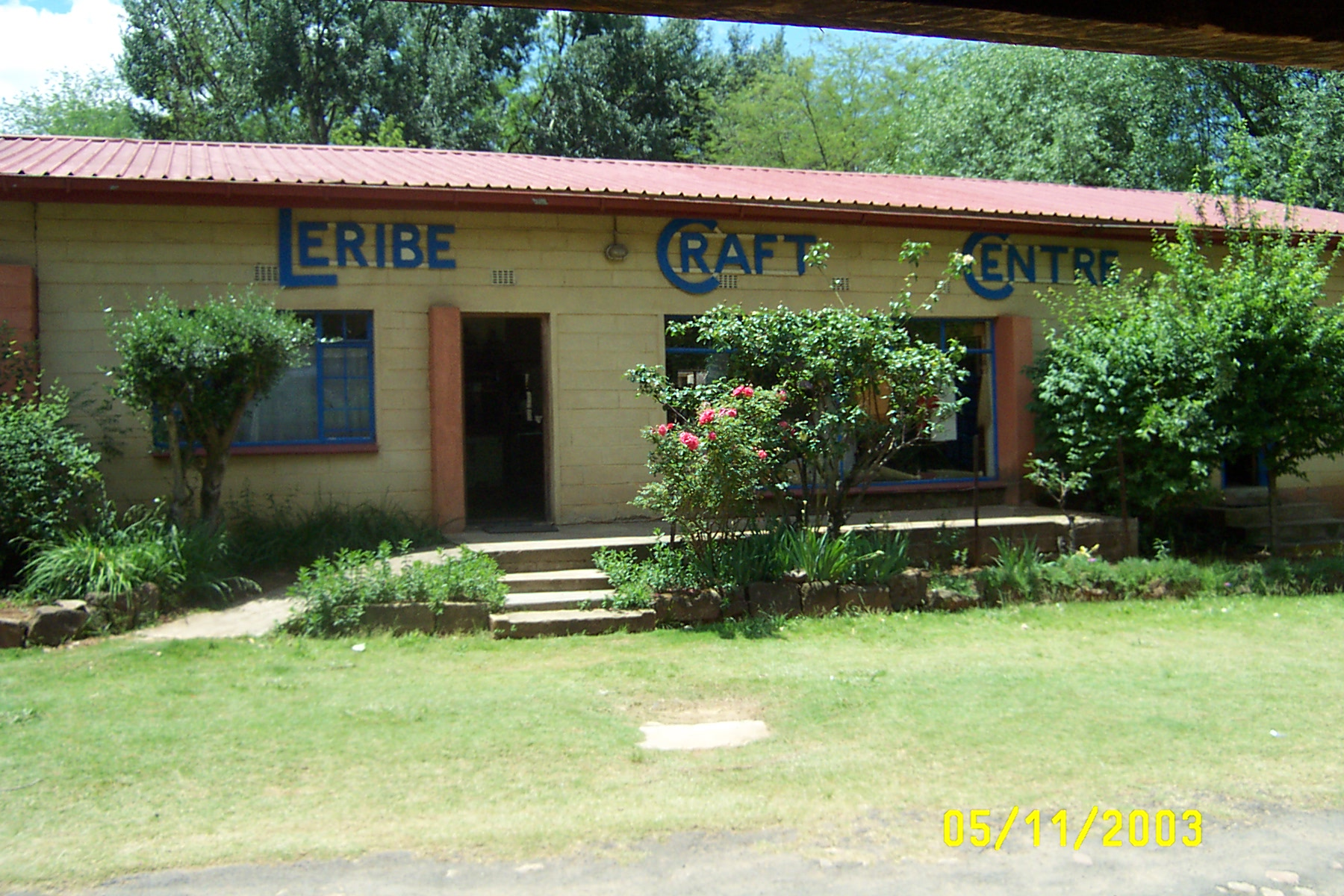
Центр города

Хлоце, ранее — Лерибе (сесото Hlotse) — город на севере Королевства Лесото, всего в 5 километрах от границы Южно-Африканской Республики. Входит в состав района Лерибе.

## История
Лерибе (старое название Хлоце) впервые был открыт как поселение в 1876 году британским миссионером Джоном Видикомби, построившим там колонии по добыче алмазов.
В 1884 году вошел в состав королевства Басутоленд — Британского протектората.
Во время войны Ружей 1880—1881 годов Лерибе подвергся осаде, однако вскоре буры вынуждены были отступить под натиском британских войск.
В 1926 году получил статус города.
В 1966 году после определения границ с ЮАР вошел в состав Королевства Лесото.

## Население
Население — 50 908 человек, в основном представители народа басуто. В немногочисленном количестве проживают также зулусы.

### Демография
| Год  | Население |
| ---- | --------- |
| 1879 | 400       |
| 1959 | 21 300    |
| 1970 | 26 100    |
| 1989 | 35 800    |
| 2002 | 48 300    |
| 2009 | 50 908    |

### Религия
Город является центром католической епархии Лерибе.

## Достопримечательности
В Хлоце находится знаменитая башня Белл вместе с фортификационными сооружениями, которая была построена англичанами в конце 70-х годов XIX века.
Город находится у горы Малути.